# Albert Beermann (Politiker)
Heinrich Friedrich Albert Beermann (* 15. Oktober 1892 in Dudensen, Neustadt am Rübenberge; † 30. November 1957 in Arolsen) war ein deutscher Verwaltungsbeamter und Abgeordneter des Provinziallandtages der Provinz Hessen-Nassau.

## Leben
Heinrich Friedrich Albert Beermann wurde als Sohn des Kötters Heinrich Beermann und dessen Gemahlin Dorette Bartling geboren.
Er absolvierte eine Ausbildung für den höheren Verwaltungsdienst und war von 1917 bis 1920 bei der Landesregierung Waldeck in Arolsen beschäftigt. Bevor er 1923 hier zum Präsidiumssekretär ernannt wurde, war er Steuerinspektor und stellvertretender Leiter des Finanzamts Korbach. In Arolsen wurde er Finanzdezernent und war im Rang eines Oberregierungsrats. 1929 wechselte er in die Kommunalverwaltung und wurde bis 1945 Verbandsvorsteher des Gemeindezweckverbandes Waldeck. Zum 1. Mai 1933 trat er in die NSDAP ein (Mitgliedsnummer 3.215.085).
Nach dem Krieg blieb er weiterhin in der Kommunalverwaltung und war 1952 Erster Beigeordneter und Mitglied des Kreistages des Landkreises Waldeck. Hier endete seine Mitgliedschaft Ende Oktober 1956.